# Bibi de Vries
Bibiana Maria (Bibi) de Vries (Egmond aan Zee, 15 maart 1963) is een Nederlandse ex-politica voor de VVD. Namens deze partij was zij tot eind november 2006 lid van de Tweede Kamer.
Zij was na haar studie fiscaal recht eerst werkzaam als belastingadviseur. Later was ze daarnaast ook een aantal jaren actief als gemeenteraadslid van Almere. Bij de Tweede Kamerverkiezingen 1994 werd ze gekozen in het parlement.
Haar werkzaamheden in de Kamer betroffen het terrein van pensioenen, werkloosheid, arbeidsongeschiktheid en dergelijke. Tevens was ze voorzitter van de Tweede Kamercommissie voor de Rijksuitgaven en heeft ze zitting gehad in de parlementaire enquête naar de val van Srebrenica.
De Vries was lid van het fractiebestuur van de VVD, en werd in mei 2003 vicefractievoorzitter. Bij het aftreden van Jozias van Aartsen als fractievoorzitter na de teleurstellend verlopen gemeenteraadsverkiezingen in maart 2006 legde zij eveneens haar functie neer. Ze werd opgevolgd door Edith Schippers.
In mei 2006 was zij een van de Tweede Kamerleden van de VVD die zich publiekelijk negatief uitlieten over VVD-minister Rita Verdonk, toen Verdonk bekendmaakte dat VVD Tweede Kamerlid Ayaan Hirsi Ali geen Nederlander zou zijn. Ze was van mening dat als Hirsi Ali iets zou overkomen, er mensen binnen de VVD "bloed aan haar handen hadden". Op 22 augustus maakte VVD-lijsttrekker Rutte bekend dat De Vries zich niet kandidaat stelde voor de Tweede Kamerverkiezingen van 2006. Vlak na de verkiezingen bracht ze een boek uit over haar tijd als vicefractievoorzitter.
Bibi de Vries is gehuwd en heeft twee kinderen. Ze was naast Kamerlid ook voorzitter van de Koninklijke Algemene Nederlandse Kappers Organisatie. Door het salaris dat ze voor deze functie kreeg was ze destijds het meest bijverdienende Kamerlid.